# Lijst van parken en reservaten in het Noordelijk Territorium
De meeste parken en reservaten in het Australische Noordelijk Territorium worden beheerd door de Parks and Wildlife Commission of the Northern Territory. De uitzonderingen zijn Kakadu en Uluṟu-Kata Tjuṯa die door Parks Australia worden beheerd.

## Nationale Parken
B

Barranyi (North Island) (aboriginal)
C

Charles Darwin
D

Davenport Murchison -- Djukbinj (aboriginal) -- Dulcie Ranges
E

Elsey
F

Finke Gorge
G

Garig Gunak Barlu (aboriginal) -- Gregory
K

Kakadu -- Keep River
L

Litchfield
N

Nitmiluk (aboriginal)
U

Uluṟu-Kata Tjuṯa
W

Watarrka -- West MacDonnell